# ローラン・グーヴィオン＝サン＝シール
ローラン・グーヴィオン＝サン＝シール（Laurant Gouvion-Saint-Cyr, 1764年4月13日 - 1830年3月17日）は、フランスの軍人、元帥。帝国伯爵（後に侯爵）。

## 略歴

### 生い立ちと仕官
ローラン・グーヴィオン（当初はグーヴィオン姓だった）は、ロレーヌ地方のトゥールで皮革加工業を営む一家に生まれた。3歳の時に両親が離婚、その後家業を継ぐことを嫌って家を離れ、学校で語学、数学、絵画、製図などを学んだ後、画家を志してイタリアで2年を過ごした。パリで俳優業をしていたこともあったらしい（シャトーブリアンの記録による）。
フランス革命後の1792年に軍人を志し、共和国軍に入隊したが、この時姓に「サン＝シール」を加え、珍しい複合姓を名乗ることにしている。これは当時名が知れていた同姓のいとこと区別するためだったらしい。軍人としての適性だけでなく、当時としては珍しい高い教育を受けていた事から重用され、2年足らずで将官にまで昇進している。この頃、ドゼー、ネイ、ダヴーらと知り合い、親交を結んだ（特にネイ、ダヴーとは気が合ったらしく、後々まで親しくしていた）。

### ナポレオン時代
その後も主としてライン及びイタリア方面で活躍し、有能な師団長として名を挙げたが、熱烈な共和主義者だったことからナポレオンのことは良く思っておらず、ナポレオンの方も彼を疎んでいたらしい。1804年のナポレオンの戴冠式にも出席せず、閑職に回され昇進も遅れがちになった。
しかし1807年のポーランド戦で久々に起用されると十分な働きを見せ、翌1808年にはカタルーニャで第7軍団の指揮を執って活躍、その後もポロツクの戦いでロシア軍を撃破するなどの武勲を挙げ、これでナポレオンは彼の価値を再認識し、1808年に帝国伯爵位を叙爵、1812年には元帥に任じている。
ドイツ戦役の後半、ドレスデンの戦いでは不手際を見せたが（この戦いで彼を包囲戦に起用したナポレオンは「彼を攻勢に使ったのは間違いだった」と自分のミスを認めている）、その後のドレスデン防衛戦では持ち前の手腕を発揮して、弾薬食料が尽きるまで3か月を耐え抜いて開城、捕虜となった。1814年にフランス王国貴族院議員に任じられている。

### その後
1815年のナポレオンのエルバ島脱出には従わず、ワーテルローの戦いの後に臨時政府に参加して共和制を主張したが容れられず、王政復古となった。ネイの処刑裁判では旧友を救おうと奔走するが果たせず、新政府では百日天下でナポレオンに就かなかったことを評価されて戦争大臣に任命され、軍の改革と再編成に着手するが、保守反動のためこれも2年で挫折し、1821年までには全ての役職を辞した。1817年にフランス王国侯爵位に昇爵している。以後郷里に帰り、回想録と戦史論文の執筆で余生を送っている。

## 人物像
他のナポレオンの元帥たちと比べて知名度は低いが、軍人としては非常に優秀な人物で、ダヴーやマッセナに匹敵すると評価する論者もいる。特に防御戦に優れ、ナポレオンも「グーヴィオン＝サン＝シールは防御戦に関しては第一人者だった。攻撃に関しては余の方が優れていたが」と評している。その思想（終生熱烈な共和主義者だった）と経歴から活躍の場が限られた観があるが、ナポレオンの方が彼を使いこなせなかったと言うべきだろう。
個人としては、冷静沈着で感情に流されることがなく清廉潔白だが、無表情かつ冷淡で何を考えているか傍目には非常にわかりにくく、周囲（特に上司）としばしば衝突して「スパルタ人」「氷の人」「梟」などという異名をとっていた。この点はダヴーとも似ている。それが2人が親しかった理由かも知れない。
優秀な軍人であると同時に画家・音楽家でもあった。
様々な奇行でも知られており、「戦闘後僧院に引きこもってバイオリンを弾いていた」「持ち場を放棄して勝手に家に帰った」などといったエピソードが残っている。しかし部下の信頼は篤かったようで、1813年の戦役で彼が起用されたとき、将兵たちから喜ばれた、と記録されている（この時同じく喜ばれたのは元帥ではダヴー、ネイ、オージュローだったという）。